# Нестор Солунски
Свети Нестор Солунски (умро 306) је хришћански светитељ и мученик за веру. Био је ученик светог Димитрија Солунског у Солуну.
Око 306. године цар Максимијан је приређивао разне игре и увесељења за народ. А царев љубимац је био вандал Лије, голијатског раста и снаге. Као царев гладијатор Лије је изазивао на мегдан сваки дан људе, и убијао их. Међу Лијевим жртвама су били и многи хришћани. Јер када се некога дана нико не би добровољно пријавио на мегдан Лију, тада су по царевој наредби хришћани довлачени силом, да се боре са Лијем. Свети Нестор је решио да изађе сам на мегдан Лију, пошто није могао да трпи страдање хришћана. Претходно је отишао у тамницу светом Димитрију и потражио од њега благослов за то. Свети Димитрије га је благословио и прорекао му да ће победити Лија, али да ће и сам погинути за веру. После тога је Нестор изашао Лију на мегдан. Ту је био присутан и цар са много народа. Нестор је савладао Лија, и бацио га на копља која су била око арене. Тада је сав народ викао: „Велики је Бог Димитријев!“ цар се разгневио на Нестора и на Димитрија, па је наредио да Нестора мачем посеку, а Димитрија копљима избоду. Свети мученик Нестор је убијен 306. године.
Православна црква прославља светог Нестора 27. октобра по јулијанском календару.